# Левиатан (Борис Акунин)
Вижте пояснителната страница за други значения на Левиатан.
„Левиатан“ (на руски: ”Левиафан”) е историческо-приключенски роман от руския писател Борис Акунин, издаден през 1998 г. Този е третият роман (наречен „херметичен“ детектив) за приключенията на Ераст Петрович Фандорин. Действието се развива през 1878 г., по време пътуването на Фандорин по море от Европа до Япония. Отличителна черта на романа е стилът на представяне: събитията от романа на ротационен принцип представят различните герои, понякога словесно, понякога в писмен вид (под формата на писма до съпругата, или като записки в личен дневник).

## Сюжет
Внимание:  Текстът по-долу разкрива сюжета на произведението (или части от него)!
... 1 април 1878 г. на борда най-големият в света пътнически кораб „Левиатан“, по време на спиране в Порт Саид, се качва хубав млад мъж с напълно сиви бакенбарди. Това е Ераст Петрович Фандорин, който след Руско-турската война, е назначен на дипломатическа работа в далечна и загадъчна Япония. Въпреки факта, че Фандорин блестящо неутрализира турския супершпионин (Турски гамбит), самият Ераст Петрович смята, че този операция се е провалила. Затова Фандорин решава да промени ситуацията, като напуска Русия и Европа. Въпреки това, в „Левиатан“ Ераст Петрович го чака ново опасно приключение...
... Преди няколко седмици в Париж е станало безпрецедентно престъпление. В къщата на известния колекционер на ориенталски артефакти, лорд Литълби, е извършено отвратително убийство на 9 души служители (и сред тях деца!), които умират от инжектирана отрова, а лордът е намерен с разбита глава. Убиецът краде само малка статуя на Буда, изработена от злато и някои кърпи. Въпреки това, по-късно, златният Буда е намерен в Сена. Крадецът кой знае защо е хвърлил това доста голямо парче злато!
За разкриване на необичайното престъпление полицията на Париж изпраща най-добрия си копой – комисар Гюстав Гош. Известно става едно нещо: извършителят е на борда на „Левиатан“. Близо до мъртвото тяло на лорд Литълби е намерена ключова част от доказателствата – малка златна значка на кит, каквито се правят само за висшите служители на уникалния кораб и за пътниците от първа класа. Оттук и (логично за Гош), този който ще бъде на борда на кораба, без значката си, може да бъде заподозрян за ужасните престъпления в Париж.
Гош е внимателно следи пътниците без значка, които са само няколко. Сър Реджиналд Милфорд-Стоукс, англичанин на около тридесет години, който пътува до Океания, и още един представител на Обединеното кралство – Клариса Стамп, възрастна, неомъжена дама. Също и Рената Клебер, бременната съпруга на белгийския банкер, една капризна млада дама. Гинтаро Аоно, мълчалив японец, който твърди, че е служител на имперската армия, но който се държи странно. В допълнение, в салона „Уиндзор“, където вечерят всички основни заподозрени, има още няколко герои. Това са д-р Труфо с жена си, археологът Антъни Ф. Суитчайлд и Ераст Петрович Фандорин. Всички от тях със значки, но Гош все пак ги следи, „за всеки случай“.
Първоначално Гош пътува инкогнито, но след това разкрива името си, провежда разследване и категорично заявява, че убиецът е сред пътуващите. Освен това, Гош заявява, че това в престъпление може да участва в някоя си Мари Санфон. Тя е знаменита авантюристка из цяла Европа, която е известна със своите шеметни измами. Санфон прави измами, за да постигне целите си, но не се замесва убийство.
Скоро археологът Суитчайлд се досеща за мотивите на престъплението. Крадецът е хвърлил златния Буда в реката като ненужен. Той се е интересувал от кърпа с изображение на птица, която може да определи местоположението на нечувано съкровище. Индийският раджа Багдасар е скрил там несметно съкровище – ковчеже със скъпоценни камъни. Но веднага след като Суитчайлд прави това откритие и разказва на другите за него, той е брутално убит. Няколко дни по-късно, е една дъждовна нощ, Милфорд-Стоукс, верен на навика си постоянно да обикаля кораба, прави ужасно откритие – „Левиатан“, воден от лейтенант Рение, помощник капитан на кораба, се е насочил право към скалите. Само намесата на Гош и Фандорин в последния момент, предотвратяват корабокрушение, жертвите на което биха били хиляди хора. Рение е арестуван, а по-късно се самоубива, не забравяйки да остави писмено самопризнание.
Оказва се, че известният „Изомруд“, раджа Багдасар, е баща на Рение. Лейтенантът е извършил ужасното убийство на 10 души в Париж, откраднал е кърпичката, и е отплавал за Индия. Вече кораба Рение убива археолога Суитчайлд (защото той решава тайната на кърпичката!), И за да прикрие всички следи лейтенантът е решил разбие „Левиатан“ върху скалите. Въпреки това, плановете на Рение не успяват да се реализират. Ето защо, предполагаемия злодей е изгорил кърпичката и се е самоубил. Изглежда, че загадката е решена, но...
Кошмарът продължава, комисар Гош е убит, и само Фандорин ще е в състояние да разкрие Мари Санфон и да намери скъпоценния шал. Осъзнавайки, че съкровището може да доведе до Европейска война, Фандорин „случайно“ се отваря прозореца, и пъстрото парче плат изчезва завинаги в океанските вълни. Разярена Санфон се опитва да убие Ераст Петрович, но Фортуна (в лицето г-н Аоно и огромен часовник) отново спасява Фандорин. Престъплението е решено окончателно, но...
| „ | Най-многото, което я заплашва, е краткотраен затвор заради опита и да убие господин Аоно – кисело продума Фандорин... Нищо повече няма да може да се докаже – тя ни го демонстрира блестящо. Уверявам ви, че много скоро Мари Санфон отново ще е на свобода. | “ |

## Интересни факти
- Автор на статията от вестник „Revue Parisienne“ в първата глава на книгата е Жорж Дьороа – това е името на главния герой на романа на Ги дьо Мопасан, „Бел Ами“.
- Романът е написан в жанра на „херметичен детектив“: заподозрените са ясно очертани, и настрана от самото начало на действие.